# Luta livre olímpica
Luta livre olímpica ou luta estilo livre (em inglês: freestyle wrestling; em francês: lutte libre) é uma forma de wrestling amador, esporte de combate e arte marcial praticada em todo o mundo. O objetivo da luta livre é jogar o oponente no chão e imobilizar suas costas no chão, chamado de "encostamento". Não se podem usar golpes traumáticos (socos e chutes), mas primariamente envolve grappling: a luta agarrada com técnicas de clinch, arremessos, controle e derrubadas. 
Embora a luta livre possa ser considerado um dos desportos, com várias culturas possuindo lutas focadas em grappling (como o pále na Grécia Antiga). A luta estilo livre olímpica moderno tem como origem o estilo americano e britânico do catch wrestling (ou catch-as-catch-can), nascendo como uma adaptação ao remover golpes perigosos e adicionar regras competitivas adaptadas do estilo greco-romano. Se diferencia da luta greco-romana ao permitir golpes abaixo da linha de cintura, daí vem o nome luta livre.
É uma das cinco disciplinas de luta amadora governadas pela UWW, sendo as outras o estilo greco-romana, o submission grappling, o beach wrestling e o sambo.
A autoridade máxima do esporte é a United World Wrestling (UWW), até 2014 chamada de Federação Internacional de Lutas Associadas (FILA).  No Brasil o esporte é governado pela Confederação Brasileira de Wrestling (CBW), antiga Confederação Brasileira de Lutas Associadas. 

## História
Em 12 de Fevereiro de 2013, o Comitê Olímpico Internacional votou pela exclusão da modalidade, junto com a luta greco-romana, dos Jogos Olímpicos a partir de 2020.
No entanto, a Luta foi incluída em uma lista com outros sete esportes (Beisebol/Softbol, Karatê, Squash, Patinação Artística, Escalada, Wakeboard e Wushu) para disputar o retorno aos Jogos. No dia 29 de maio de 2013, o COI anunciou que apenas a Luta, Beisebol/Softbol e Squash continuavam como candidatos.
Em 8 de setembro de 2013, na 125.ª Sessão do COI em Buenos Aires, na Argentina, a Luta foi reinserida no programa olímpico não só para os Jogos de 2020, quanto para os de 2024.